# La paja en el ojo de Dios
La paja en el Ojo de Dios (título original en inglés: The Mote in God's Eye) es una novela de ciencia ficción escrita por Larry Niven y Jerry Pournelle y publicada en noviembre de 1974 por la editorial Simon & Schuster. Fue publicada por primera vez en español en 1976 por la editorial Dronte. La historia se sitúa en el futuro lejano del universo CoDominium de Pournelle, y relata el primer contacto entre la humanidad y una especie alienígena. El título de la novela es un juego de palabras sobre la parábola bíblica de "la paja y la viga" y en la novela es el apodo dado a una estrella. La novela fue finalista de los premios Hugo, Nébula y Locus en 1975. En 1993 se publicó una secuela con título en español de El tercer brazo.

## Contexto
Los autores Larry Niven y Jerry Pournelle decidieron unir sus fuerzas para escribir la novela de primer contacto definitiva. Según el relato de los propios autores, la confección de la novela les llevó tres años. Niven menciona que Robert A. Heinlein recomendó una serie de cambios a la novela, deseoso de que ésta cumpliera con las expectativas que se habían generado, e incluso revisó el borrador final de la obra. Ambos libros de la serie son notables por el significativo y detallado trabajo dedicado a la construcción del universo, y dicho proceso fue ampliamente documentado en el artículo Building The Mote in God’s Eye, que Pournelle publicó con la colaboración de Niven en el número de enero de 1976 de la revista Galaxy, dentro de su columna mensual “A Step Farther Out”.

## Ambientación
La acción transcurre en un futuro muy distante donde la humanidad ha colonizado gran cantidad de planetas, los cuales se encuentran organizados bajo un régimen feudal. La humanidad posee dos grandes inventos: el impulsor Alderson, dispositivo que permite a una nave espacial saltar de un punto a otro del espacio en forma instantánea, pero limitado a determinados puntos dados por la masa de las estrellas o planetas cercanos; y el campo Langston, un campo de fuerza capaz de absorber energía y proteger a una nave o una ciudad mientras no se sobrecargue.

## Argumento
El libro, que comienza con una cronología detallada de lo que ha sucedido hasta el año en que transcurren los hechos narrados, describe la historia del primer encuentro del Imperio del Hombre con una especie alienígena, mucho más antigua que la humanidad pero que no ha podido progresar debido a que se encuentra aislada en su sistema planetario porque el único punto de salto disponible en él va a dar al interior de una estrella gigante roja. Al no poseer la tecnología del Campo Langston los alienígenas se han visto retardados en su exploración espacial. Los humanos interceptan una nave extraterrestre propulsada por una vela solar que ha tardado 190 años en atravesar la distancia entre las estrellas a velocidad sublumínica.
Ahora, tras el primer contacto con la humanidad, los alienígenas están dispuestos a dar cualquier cosa a cambio de la tecnología del Impulsor Alderson pero ello planteará en los protagonistas el interrogante de qué implicaciones traerá permitir a esa nueva especie dispersarse por la galaxia.

## Personajes
- Comandante Roderick "Rod" Blaine: Un oficial de la Marina, aristócrata, comandante de una nave imperial.
- Lady Sandra "Sally" Bright Fowler: Una antropóloga y sobrina de un senador imperial.
- Su Excelencia, Horace Hussein Chamoun al Shamlan Bury: Magnate, Presidente de la Board of Imperial Autonetics, y miembro influyente de la Asociación Imperial de Comerciantes.
- Nabil: Sirviente de Bury.

## Recepción
Robert A. Heinlein, que participó en una de las revisiones del borrador, calificó la obra como "la mejor novela de primer contacto entre humanos y no humanos extraterrestres inteligentes que he visto en mi vida, y posiblemente la mejor novela de ciencia ficción que he leído". La obra fue finalista en 1975 al premio Hugo a la mejor novela y quedó en segunda posición en el premio Locus a la mejor novela de ese mismo año. También participó en la edición del premio Nébula a la mejor novela de 1975 ―a pesar de haberse publicado nominalmente en 1974―, logrando alcanzar de nuevo un puesto de finalista.